# Leila Denmark
Leila Alice Denmark (Portal, Georgia; 1 de febrero de 1898-Athens, Georgia; 1 de abril de 2012) fue una pediatra estadounidense. Fue una de las pediatras más longevas, ya que se retiró de su profesión a los 103 años en mayo del 2001 siendo una de las pocas supercentenarias conocidas. Cuando falleció era la cuarta persona viva más anciana del mundo y una de las 85 personas más ancianas de todos los tiempos.

## Biografía

### Primeros años
Nació en el pueblo de Portal, en Georgia en el 1 de febrero de 1898, Denmark fue la tercera de doce hijos. Ella fue la única superviviente a sus hermanos. Su tío paterno fue el congresista missouriano James Alexander Daugherty. Fue al Tift College, en Forsyth, Georgia. En un principio quiso ser profesora, pero al final fue a la escuela médica con su futuro marido, John E. Denmark. Leila Denmark fue la única mujer graduada en la Escuela Médica de Georgia en 1928.
Leila Denmark se casó poco después de su graduación con John Eustace Denmark. Denmark fue colaboradora en la vacuna contra la tos ferina entre los años años 20 y los 30.

### Carrera médica
Tras su graduación, fue contratada en el Grady Memorial Hospital, en Atlanta, Georgia, y se mudó al vecindario de Morningside-Lenox Park con su marido. Denmark también fue la primera mujer pediatra en atender en el Henrietta Eggleston Hospital, un hospital pediátrico en la Universidad de Emory. Nunca negó la referencia del departamento de salud pública. El 9 de marzo de 2000, la Asamblea General de Georgia le concedió una medalla.

### Vida reciente
En su centésimo cumpleaños el 1 de abril de 1998 rechazó su tarta porque tenía demasiado azúcar. Cuando en su 103.er cumpleaños volvió a rechazar la tarta, le explicó al camarero que no había tomado nada con azúcar (excluyendo productos naturales, como fruta) desde hacía 70 años.
Vivió en Alpharetta, Georgia, hasta los 106 años. Entonces se fue a vivir con su hija Mary a Athens. El 1 de febrero de 2008 celebró su cumpleaños número 110, convirtiéndose en una supercentenaria. Según su hija Mary, la salud de Denmark se deterioró en otoño de 2008, pero rápidamente se recuperó. Denmark tuvo una hija, dos nietos, Steven y James, y dos bisnietos, Jake y Hayden.